# Československý pavilon na Světové výstavě 1986
Československý pavilon na světové výstavě 1986 v kanadském Vancouveru slavil značný úspěch. Tato mezinárodní specializovaná výstava s tématem „Doprava a komunikace: Svět v pohybu – svět v kontaktu“ byla věnována všem druhům dopravy a komunikaci mezi lidmi. Československo zde dostalo příležitost vybudovat kromě národního pavilonu oficiální pavilon zachycující historii a budoucnost dopravy.
Národní expozice nabízela  audiovizuální program, který umožňoval např. virtuální prohlídku Prahy. Návštěvníky lákal hlavně Actorscope – audiovizuální představení, které uváděli živě českoslovenští umělci a následně promítaný film diváky přenesl z Vancouveru až na Karlův most. V expozici pavilonu pak následovalo vizuální panorama, které zahrnovalo moderní i historické umění. Další součástí výstavy byla série nazvaná Selectorama, jež nabízela tři různé pohledy na způsoby dopravy v Praze. V pavilonu byly vystaveny také cenné historické předměty, z nichž mnohé nebyly nikdy vystaveny mimo Československo, například nebeský glóbus zhotovený Tycho Brahem v 16. století nebo Tabulae Rudolphinae vydané Johannesem Keplerem v roce 1627.
Kulturního programu se zúčastnily mimo jiné československé národopisné soubory Lúčnica a Konopa. Samozřejmě nechyběla ani restaurace Praha, která nabízela národní kuchyni, nejoblíbenějším pokrmem mezi návštěvníky restaurace byla moravská cibulačka
Celkově byl pavilon považován za úspěšný a tvořily se před ním dlouhé fronty. Pokračovala tak úspěšná tradice československého výstavnictví, která byla zahájena v Bruselu a potvrzena v Montrealu a Ósace.